# Kosha
Kosha's (ook wel kosa; Sanskrit कोश, IAST: kośa) zijn binnen de yogaleer: energielichamen. Er worden vijf afzonderlijke kosha's beschreven, samen de Panchakosha, die bestaan uit energie (prana) van verschillende mate van subtiliteit. Zij worden gezien als het volledige, individuele gebied dat door het menselijk wezen beslagen wordt, van de fysieke manifestatie van de mens, tot aan diens Ziel (Atman). In de klassieke Yogateksten wordt beschreven hoe ze de individuele ziel "omkleden" als de schillen van een ui, met als laatste, grofste manifestatie: het fysieke lichaam.
De kosha's worden beschreven in de Taittiriya Upanishad (2.1-5):
- Annamaya kosha (grofstoffelijk fysiek lichaam)
- Pranamaya kosha (vitaliteitslichaam)
- Manomaya kosha (denklichaam)
- Vijnanamaya kosha ('intellect' lichaam)
- Anandamaya kosha (zaligheidslichaam)